# Leon Ockenden
Leon Ockenden es un actor y director inglés, más conocido por haber interpretado a Stas en la serie The Cosmonaut: Transmedia Experience y a Hector Reid en la serie británica Waterloo Road.

## Biografía
En 2003 se graduó del London Academy of Music and Dramatic Art "LAMDA".
El 24 de octubre de 2010 se casó con la actriz Vanessa Hehir, con quien tiene una hija, Lyla Ockenden.

## Carrera
En 2007 se unió al elenco recurrente de la decimoséptima temporada de la serie británica Heartbeat, donde interpretó al doctor Chris Oakley hasta 2008. En 2008 apareció en la obra de teatro Plague Over England, donde dio vida a Terry. En 2009 apareció como invitado por primera vez en la serie médica Casualty, donde interpretó a Luke Riley durante el episodio "Every Breath You Take", más tarde apareció de nuevo en la serie interpretando a Adam Ridle en el episodio "Punch Drunk Love" de 2013.
En 2010 dio vida al detective inspector de la policía Terry Eggleston en un episodio de la serie Identity. Ese mismo año prestó su voz para el personaje de Norman Jayden en el videojuego Heavy Rain. En 2012 interpretó a Arkhipov en el documental para la televisión The Man Who Stopped WW3: Revealed/The Man Who Saved the World. En 2013 se unió al elenco de la serie The Cosmonaut: Transmedia Experience, donde dio vida a Stas. En 2014 se unió al elenco principal de la serie Waterloo Road, donde da vida a Hector Reid hasta ahora. El 28 de marzo de 2016, se unió como personaje recurrente en la serie Coronation Street, donde interpretó al empresario Will Chatterton hasta el 6 de junio de 2016. En junio de 2017 regresó a la serie y desde entonces aparece, poco después se anunció que dejaría la serie nuevamente en septiembre del mismo año.

## Filmografía

### Series de televisión
| Año         | Título                               | Personaje                  | Notas                              |
| ----------- | ------------------------------------ | -------------------------- | ---------------------------------- |
| 2016 - 2017 | Coronation Street                    | Will Chatterton            | 39 episodios                       |
| 2015        | The Coroner                          | Danny Ball                 | episodio "That's the Way to Do It" |
| 2015        | Supreme Tweeter                      | Tweeter                    | episodio "#FollowTheLeader"        |
| 2015        | Mr. Selfridge                        | Serge De Bolotoff          | 10 episodios                       |
| 2014        | Waterloo Road                        | Hector Reid                | 20 episodios                       |
| 2013        | The Cosmonaut: Transmedia Experience | Stas                       | 31 episodios                       |
| 2013        | Casualty                             | Adam Ridle                 | episodio "Punch Drunk Love"        |
| 2011        | The Runaway                          | Bruce                      | episodio # 1.4                     |
| 2010        | New Tricks                           | Kevin Humphreys            | episodio "Good Morning Lemmings"   |
| 2010        | Identity                             | Det. Insp. Terry Eggleston | episodio "Chelsea Girl"            |
| 2010        | Secret Diary of a Call Girl          | Connor                     | episodio # 3.7                     |
| 2007 - 2008 | Heartbeat                            | Dr. Chris Oakley           | 10 episodios                       |
| 2008        | Heroes and Villains                  | Conde de Leicester         | episodio "Richard the Lionheart "  |
| 2006        | Tripping Over                        | Callum                     | 6 episodios                        |
| 2005        | Totally Frank                        | Miles                      | episodio "Bed"                     |
| 2004        | Family Affairs                       | Sam Taylor                 | 20 episodios                       |
| 2004        | Hustle                               | Simon                      | episodio "A Touch of Class"        |
| 2004        | Midsomer Murders                     | Jamie Cruickshank          | episodio "The Maid in Splendour"   |
| 2003        | Judge John Deed                      | Nick                       | episodio "Economic Imperative"     |

### Películas
| Año  | Título                                       | Personaje              | Notas                                                                                        |
| ---- | -------------------------------------------- | ---------------------- | -------------------------------------------------------------------------------------------- |
| 2020 | The Reckoning                                | Morton                 | junto a Charlotte Kirk, Joe Anderson, Steven Waddington y Sean Pertwee                       |
| 2020 | Ria                                          | Robert                 | junto a Luke Goss, Dean Cain, Jess Impiazzi, Amar Adatia, Charlie Clapham y Tony Discipline  |
| 2013 | Don't Miss the Cup                           | Peter                  | corto - junto a Tamsin Greig, Martin Hancock, Fraser James, Elliot Levey y Nathaniel Parker  |
| 2013 | Open Desert                                  | David                  | junto a Jennifer Ulrich, August Wittgenstein, Abdelghani Benizza y Nadia Benzakour           |
| 2013 | The Cosmonaut                                | Stas                   | junto a Katrine De Candole, Max Wrottesley, Hans-Eckart Eckhardt y Leonarda Kestere-Klavina  |
| 2012 | Best Possible Taste: The Kenny Everett Story | Philip                 | junto a Oliver Lansley, Katherine Kelly, Angela Lonsdale, Tony Pitts y Simon Callow          |
| 2012 | Across the River                             | Dueño de la Pastelería | junto a Elizabeth Healey, Keir Charles, Liz Richardson y Tomasz Aleksander                   |
| 2012 | The Man Who Stopped WW3...                   | Arkhipov               | junto a Martin McDougall, Lachlan McCall, Shonn Gregory y Michael Koltes                     |
| 2012 | Red Tails                                    | Copiloto               | junto a Terrence Howard, Cuba Gooding Jr., Nate Parker, David Oyelowo y Tristan Wilds        |
| 2011 | The Field of Vision                          | Cpt. Joe Temski        | corto - junto a Raji James, George Anton, Rupert Holliday-Evans, Danny Webb y Michael Müller |
| 2011 | Baroque                                      | Amante                 | corto - junto a Kim Chapman, Thailai Knight, Elisa Lasowski y Missy Malone                   |
| 2010 | An Old Fashioned Christmas                   | Cameron                | junto a Catherine Steadman, Jacqueline Bisset, Ian McElhinney y Kristopher Turner            |
| 2009 | Dread                                        | Jimmy Cake             | junto a Jackson Rathbone, Laura Donnelly, Jonathan Readwin, Shaun Evans y Carl McCrystal     |
| 2009 | Mr. Right                                    | Lawrence               | junto a James Lance, Luke de Woolfson, Benjamin Hart, Georgia Zaris y David Morris           |
| 2005 | Vagabond Shoes                               | Mesero                 | corto - junto a Iain Glen, Sandie Armstrong, Jerry Coady y Sarah Coomes                      |
| 2004 | Hawking                                      | Rosencrantz            | junto a Benedict Cumberbatch, Michael Brandon, Christian Rubeck, Matthew Marsh y Peter Firth |
| 2003 | The Private Life of Samuel Pepys             | Pembleton              | junto a Steve Coogan, Ciarán McMenamin, Tim Pigott-Smith, Miranda Raison y Danny Webb        |

### Videojuegos
| Año  | Título     | Personaje     | Notas                                             |
| ---- | ---------- | ------------- | ------------------------------------------------- |
| 2010 | Heavy Rain | Norman Jayden | prestó su voz para el personaje (versión inglesa) |

### Director, productor y escritor
| Año  | Título         | Notas                       |
| ---- | -------------- | --------------------------- |
| 2014 | Game of Throne | corto - productor           |
| 2013 | Desire         | corto - director y escritor |

### Teatro
| Año  | Obra                     | Personaje | Director (a)  | Teatro             | Notas                                                                                        |
| ---- | ------------------------ | --------- | ------------- | ------------------ | -------------------------------------------------------------------------------------------- |
| 2008 | Plague Over England      | Terry     | Tamara Harvey | Finborough Theatre | junto a Sam Heughan, Michael Feast, Steve Hansell, Michael Brown, Celia Imrie & Simon Dutton |
| -    | Tis Pity She's A Whore   | -         | -             | -                  | -                                                                                            |
| -    | Women Beware Women       | -         | -             | -                  | -                                                                                            |
| -    | The Tempest              | -         | -             | -                  | -                                                                                            |
| -    | Tricky (Merlin)          | -         | -             | -                  | -                                                                                            |
| -    | Theseus and the Minotaur | -         | -             | -                  | -                                                                                            |
| -    | Much Ado About Nothing   | -         | -             | -                  | -                                                                                            |
| -    | Threepenny Opera         | -         | -             | -                  | -                                                                                            |
| -    | Daemons                  | -         | -             | -                  | -                                                                                            |
| -    | New England              | -         | -             | -                  | -                                                                                            |
| -    | Three Sisters            | -         | -             | -                  | -                                                                                            |
| -    | The True Widow           | -         | -             | -                  | -                                                                                            |
| -    | Dissoscia                | -         | -             | -                  | -                                                                                            |
| -    | Othello                  | -         | -             | -                  | -                                                                                            |
| -    | The Persians             | -         | -             | -                  | -                                                                                            |
| -    | The Fix                  | -         | -             | -                  | -                                                                                            |